# Chromeo
Chromeo — дуэт из Монреаля, Канада, выпускающий электронную танцевальную музыку. Дуэт состоит из Дэвида Макловича (Dave 1) и Патрика Жмайеля (P-Thugg), которые являются друзьями с детства и до Chromeo занимались созданием музыки для различных канадских хип-хоп-групп.
Свой первый альбом She’s in Control они выпустили 17 февраля 2004 года и самыми известными треками с него стали:
- «You’re So Gangsta»
- «Destination: Overdrive»
- «Me & My Man»
- «Rage»
- «Needy Girl».

Второй альбом Fancy Footwork, выпущенный 8 мая 2007 года, содержал популярные хиты:
- «Fancy Footwork» (включён в саундтрек Need for Speed: ProStreet и The Sims 2: Apartment Life)
- «Bonafide Lovin» (включён в саундтрек FIFA 09)
- «Tenderoni».

## Интересные факты
- Трек «You’re So Gangsta» был использован в игре Space Colony.
- Трек «Fancy Footwork» является саундтреком к фильму «Шаг вперёд 3D»
- Трек «Don’t Turn The Lights On» включен в саундтрек к играм FIFA 11, DiRT 3.
- Трек «You’re So Gangsta» был использован в сериале (сезон 4, серия 9) Отбросы.
- Трек «Jealous (I Aint with this)» был использован в игре Forza Horizon 2
- Трек «Come Alive» был использован в игре Forza Horizon 2